# Жан II Бурбонський
Жан II Бурбонський (фр. Jean II de Bourbon; 1426 — 1 квітня 1488) — військовий діяч Французького королівства, учасник Столітньої війни, 6-й герцог Бурбонський, 4-й герцог Овернський, граф Форе, князь Домб, барон Роанн, принц крові, конетабль Франції. Відомий також як «Бич англійців» (фр. Le fléau des Britanniques). 

## Життєпис
Походив з роду Бурбонів. Старший син Карла I, герцога Бурбонського і Овернського, та Агнес (доньки Жана I, герцога Бургундії). Народився 1426 року. Замолоду долучився до французького війська. Був на боці короля під час Прагерії. 1444 року відзначився у поході проти Меца.
1447 року одружився з донькою Карла VII, короля Франції. У 1449—1450 роках разом з Жаном де Дюнуа брав участь у звільненні Нормандії від англійців, відвоювавши спочатку Руан, Арфлер, Онфлер. 1450 року спільно з конетаблем Артуром де Річмондом знищив англійську армію у битві біля Форміньї. Це дозволило Жану невдовзі відвоювати міста Кан і Шербур.
У 1451—1453 роках брав участь у звільнені Гієні, насамперед Бордо. Відзначився у битві при Кастільйоні. Після цього призначено королівським лейтенантом (намісником) Гієні. 1455 року очолював одну з армій проти норовливого Жана V, графа Арманьяка. 1456 року після смерті батька успадкував герцогства Бурбон і Овернь. 1457 року призначається великим камергером Франції.
1461 року після сходження на трон Людовика XI втратив посаду намісника Гієні. 1465 року приєднався до Ліги суспільного блага, яку створили Карл, граф Шароле, та Карл, герцог Беррійський. 1466 року після миру в Конфлані переходить на бік короля. Того ж року призначається намісником Орлеану, Беррі, Лімузена, Лангедоку і Перігора. 1467 року за королівським наказом захоплює Нормандію в Карла Беррійського. На дяку призначається королівським намісником Лангедоку. 1469 року отримав графство Л'Іль-Журден та стає кавалером ордену Святого Михаїла.
Під час війни Франції з Бургундією в 1471—1472 роках обіймав посаду генерал-лейтенанта (військового намісника) Ліоне, Форе, Вівара, Божоле, Бурбон, Беррі та Овернь.
1482 року помирає його дружина. 1483 року стає конетаблем Франції задля нейтралізації його політичних амбіцій, яких побоювалася Анна, регентка Франції, та її чоловік (й брат Жана Бурбонського) П'єр де Боже. 1484 року одружився з представницею роду Арманьяк-Немур. 1487 року дружина Бурбона померла під час пологів. Того ж року Жан II одружився з дівчиною з роду Бурбон-Вандом. Втім сам помер 1488 року. Його володіння успадкував брат Карл II.

## Родина
1. Дружина — Жанна, донька Карла VII, короля Франції.
дітей не було
2. Дружина — Катерина, донька Жака д'Арманьяк, 4-го герцога Немур.
Діти:
- Жан (1487)

3. Дружина — Жанна, донька Жана VIII д'Бурбон, графа Вандом.
Діти:
- Людовик (1488)

6 бастардів